# Europese kampioenschappen indooratletiek 1978
De Europese kampioenschappen indooratletiek 1978 werden van 11 tot en met 12 maart 1978 gehouden in het Palazzo dello Sport in de Italiaanse stad Milaan. Het was de eerste maal dat de kampioenschappen in Italië gehouden werden.

## Medailles

### Mannen
| Onderdeel            | Goud                             | Goud     | Zilver                              | Zilver  | Brons                           | Brons   |
| -------------------- | -------------------------------- | -------- | ----------------------------------- | ------- | ------------------------------- | ------- |
| 60 m                 | Nikolaj Kolesnikov Sovjet-Unie   | 6,64     | Petar Petrov Bulgarije              | 6,66    | Aleksandr Aksinin Sovjet-Unie   | 6,73    |
| 400 m                | Pietro Mennea Italië             | 46,51    | Ryszard Podlas Polen                | 46,55   | Nikolaj Tsjernetski Sovjet-Unie | 46,72   |
| 800 m                | Markku Taskinen Finland          | 1.47,36  | Olaf Beyer Oost-Duitsland           | 1.47,68 | Roger Milhau Frankrijk          | 1.47,80 |
| 1500 m               | Antti Loikkanen Finland          | 3.38,16  | Thomas Wessinghage West-Duitsland   | 3.38,23 | Jürgen Straub Oost-Duitsland    | 3.40,20 |
| 3000 m               | Markus Ryffel Zwitserland        | 7.49,50  | Emiel Puttemans België              | 7.49,90 | Jörg Peter Oost-Duitsland       | 7.50,10 |
| 60 m horden          | Thomas Munkelt Oost-Duitsland    | 7,62     | Vjatsjeslav Koelebjakin Sovjet-Unie | 7,72    | Giuseppe Buttari Italië         | 7,86    |
| Verspringen          | László Szalma Hongarije          | 7,83     | Ronald Desruelles België            | 7,75    | Vladimir Tsepeljov Sovjet-Unie  | 7,73    |
| Hink-stap-springen   | Anatoli Piskoelin Sovjet-Unie    | 16,82    | Keith Connor Verenigd Koninkrijk    | 16,53   | Aleksandr Jakovlev Sovjet-Unie  | 16,47   |
| Hoogspringen         | Vladimir Jasjtsjenko Sovjet-Unie | 2,35 WJR | Rolf Beilschmidt Oost-Duitsland     | 2,29    | Wolfgang Killing West-Duitsland | 2,27    |
| Polsstokhoogspringen | Tadeusz Ślusarski Polen          | 5,45     | Vladimir Trofimenko Sovjet-Unie     | 5,40    | Vladimir Sergiënko Sovjet-Unie  | 5,40    |
| Kogelstoten          | Reijo Ståhlberg Finland          | 20,48    | Władysław Komar Polen               | 20,16   | Geoff Capes Verenigd Koninkrijk | 20,11   |

### Vrouwen
| Onderdeel    | Goud                                 | Goud    | Zilver                              | Zilver  | Brons                             | Brons   |
| ------------ | ------------------------------------ | ------- | ----------------------------------- | ------- | --------------------------------- | ------- |
| 60 m         | Marlies Göhr Oost-Duitsland          | 7,12    | Linda Haglund Zweden                | 7,13    | Ljoedmila Storozjkova Sovjet-Unie | 7,27    |
| 400 m        | Marina Sidorova Sovjet-Unie          | 52,42   | Rita Bottiglieri Italië             | 53,18   | Karoline Käfer Oostenrijk         | 53,56   |
| 800 m        | Ulrike Bruns Oost-Duitsland          | 2.02,30 | Totka Petrova Bulgarije             | 2.02,50 | Mariana Suman Roemenië            | 2.03,40 |
| 1500 m       | Ileana Silai Roemenië                | 4.07,10 | Natalia Mărășescu Roemenië          | 4.04,22 | Brigitte Kraus West-Duitsland     | 4.07,60 |
| 60 m horden  | Johanna Klier Oost-Duitsland         | 7,94    | Grażyna Rabsztyn Polen              | 8,07    | Silvia Kempin West-Duitsland      | 8,15    |
| Verspringen  | Jarmila Nygrýnová Tsjecho-Slowakije  | 6,62    | Ildikó Erdélyi Hongarije            | 6,49    | Susan Reeve Verenigd Koninkrijk   | 6,48    |
| Hoogspringen | Sara Simeoni Italië                  | 1,94    | Brigitte Holzapfel West-Duitsland   | 1,91    | Urszula Kielan Polen              | 1,88    |
| Kogelstoten  | Helena Fibingerová Tsjecho-Slowakije | 20,67   | Margitta Droese-Pufe Oost-Duitsland | 19,77   | Eva Wilms West-Duitsland          | 19,24   |

### Medailleklassement
| Plaats | Land                | Goud | Zilver | Brons | Totaal |
| 1      | Oost-Duitsland      | 4    | 3      | 2     | 9      |
| 2      | Sovjet-Unie         | 4    | 2      | 6     | 12     |
| 3      | Finland             | 3    | 0      | 0     | 3      |
| 4      | Italië              | 2    | 1      | 1     | 4      |
| 5      | Tsjecho-Slowakije   | 2    | 0      | 0     | 2      |
| 6      | Polen               | 1    | 3      | 1     | 5      |
| 7      | Roemenië            | 1    | 1      | 1     | 3      |
| 8      | Hongarije           | 1    | 1      | 0     | 2      |
| 9      | Zwitserland         | 1    | 0      | 0     | 1      |
| 10     | West-Duitsland      | 0    | 2      | 4     | 6      |
| 11     | België              | 0    | 2      | 0     | 2      |
| 11     | Bulgarije           | 0    | 2      | 0     | 2      |
| 13     | Verenigd Koninkrijk | 0    | 1      | 2     | 3      |
| 14     | Zweden              | 0    | 1      | 0     | 1      |
| 15     | Frankrijk           | 0    | 0      | 1     | 1      |
| 15     | Oostenrijk          | 0    | 0      | 1     | 1      |
| Totaal | Totaal              | 19   | 19     | 19    | 57     |

1970 ·
1971 ·
1972 ·
1973 ·
1974 ·
1975 ·
1976 ·
1977 ·
1978 ·
1979 ·
1980 ·
1981 ·
1982 ·
1983 ·
1984 ·
1985 · 
1986 · 
1987 · 
1988 · 
1989 · 
1990 · 
1992 · 
1994 · 
1996 · 
1998 · 
2000 · 
2002 · 
2005 · 
2007 · 
2009 ·
2011 ·
2013 ·
2015 ·
2017 ·
2019 ·
2021 ·
2023 ·
2025
Belgische medaillewinnaars · Nederlandse medaillewinnaars